# Кара таш
Кара таш (в превод от турски „черният камък“) е мегалитното светилище, който се намира на източния склон на едноименния връх в Западните Родопи на територията на Община Гърмен.

## Откритие
Мегалитното светилище „Кара таш“ е регистрирано през 2006 г. при теренните обхождания в рамките на комплексната научна експедиция „Тракийски светилища от Западните Родопи, Пирин и Рила“ проведена между 2001 и 2007 г. Тя е организирана от ЮЗУ „Неофит Рилски“ – Благоевград, НАИМ при БАН – София и Регионален етнографски музей – Пловдив. В експедицията участват проф. Васил Марков, доц. Алексей Гоцев, Ангел Янков, Михаил Ваклинов, докторанти и студенти от Студентския научноизследователски клуб за древни култури при специалност „Културология“ в ЮЗУ – Благоевград, както и студенти от НБУ – София. В последния етап в проучванията се включват и археоастрономите д-р Алексей Стоев – Държавна обсерватория „Юрий Гагарин“ – Стара Загора и д-р Пенка Мъглова – Институт за изследване на слънцето и земята при БАН.

## Описание и особености
Кара таш е едно от светилищата съсредоточени в западното и югозападно подножие на най-високия връх на хребета Дъбраш – Беслет, където са локализирани мегалитните светилища Кози камък, Али алан Кара кая и Селанов бук. Обектът е разположен на рид с ориентация север-юг. Скала с височина около 15 метра се извисява в края на рида, а няколко групи от по-малки скали заемат пространството източно и североизточно от нея. Достъпът до светилището се осъществява по пътека от северната страна. Според проф. Васил Марков топонимът Кара таш (черният камък) е свързан със символиката свързана с анатолийската Велика богиня майка – Кибела и култовите практики, следи от които са регистрирани на терена в обхвата на светилището.

## Датиране
В подножието на скалата екипът на проф. Марков открива и регистрира керамични фрагменти от І хил. пр. Хр.
Според Марков древните траки обитавали района са ползвали активно в своите култови практики светилищата в района на р. Вищерица. Той разглежда обектите като свети места носещи „следи“ от двуборческия мит, разиграл се между ураничния бог и антагониста и по двата бряга на в средното течение на реката. На територията на старото Водно стопанство „Вищерица“ е регистрирано и значително древнотракийско поселение, датирано в Желязната епоха, Трако-римската и късната Антична епохи.